# Vierville, Manche

Vierville este o comună în departamentul Manche, Franța. În 1 ianuarie 2018 avea o populație de 32 de locuitori.